# ヴィンセント・メリトン
ヴィンセント・メリトン（英語: Vincent Meriton、1960年12月28日 - ）は、セーシェル共和国の政治家。ダニー・フォール政権において副大統領、統一セーシェル党首を務めた。

## 経歴
1960年12月28日、セーシェルの首都、ヴィクトリアで生まれる。中等教育修了までセーシェルで過ごし、後にロシアに留学してモスクワ大学で社会学の学位を取得した。帰国後、人民党（現在の統一セーシェル）に入党して政治家としての活動を始める。
2004年にジェイムス・ミッシェル大統領から社会大臣に任命され、その他にも労働大臣、保健大臣などの要職を兼任した。
2016年にミッシェル大統領が辞任すると、後継のダニー・フォール大統領から第4代副大統領に任命された。セーシェルでは、国会の議席の過半数を野党議員が占めるねじれ現象が起きており、これ以上閣僚を任命できないため、事実上外務大臣も兼任した。2020年10月26日に退任。